# Jhagrakhand
Jhagrakhand là một thị xã và là một nagar panchayat của quận Koriya thuộc bang Chhattisgarh, Ấn Độ.

## Nhân khẩu
Theo điều tra dân số năm 2001 của Ấn Độ, Jhagrakhand có dân số 7507 người. Phái nam chiếm 52% tổng số dân và phái nữ chiếm 48%. Jhagrakhand có tỷ lệ 63% biết đọc biết viết, cao hơn tỷ lệ trung bình toàn quốc là 59,5%: tỷ lệ cho phái nam là 72%, và tỷ lệ cho phái nữ là 54%. Tại Jhagrakhand, 13% dân số nhỏ hơn 6 tuổi.